# Lemar Parrish
Lemar R. Parrish (West Palm Beach, 13 dicembre 1947) è un ex giocatore di football americano statunitense che ha militato nel ruolo di cornerback nella National Football League (NFL).

## Carriera

### Cincinnati Bengals
Parrish fu selezionato dai Cincinnati Bengals nel settimo giro del Draft NFL 1970. Ebbe un impatto immediato non solo come defensive back ma anche come kick returner on special team. Nella sua stagione da rookie nel 1970 fece registrare 5 intercetti e segnò due touchdown.
Nel 1974 Parrish stabilì un record di franchigia e guidò la NFL con 18,8 yard per ritorno di punt. In otto stagioni con i Bengals fu convocato per il Pro Bowl sei volte (1970, 1971, 1974–1977).
Dopo la stagione 1977 Parrish entrò in una disputa contrattuale con i Bengals e fu scambiato con i Washington Redskins.
Parrish lasciò i Bengals come loro leader di tutti i tempi per touchdown su ritorno o recupero con 13 (4 su ritorno di punt, 4 su ritorno di intercetto, 3 su ritorno di fumble e uno su ritorno di kickoff. Inoltre fu il primatista per yard su ritorno di punt con 1.201.

### Washington Resdskins
Con i Redskins, Parrish non fu più utilizzato come kick returner ma ebbe comunque un notevole impatto, facendo registrare 9 intercetti il primo anno e 7 il secondo, venendo convocato due volte per il Pro Bowl. Rimase con squadra fino al 1981.

### Buffalo Bills
Parrish trascorse la sua ultima stagione con i Buffalo Bills prima di ritirarsi nel 1982.

## Palmarès
- Convocazioni al Pro Bowl: 8

1970, 1971, 1974–1977, 1979, 1980
- First-team All-Pro: 3

1976, 1979, 1980
- Second-team All-Pro: 2

1974, 1975